# Storie della Vergine, Gloria di san Domenico, Serie di santi, Madonna e santi
Le Storie della Vergine, Gloria di san Domenico, Serie di santi, Madonna e santi sono un ciclo di affreschi eseguiti da Pietro Baschenis in data successiva al 1624 per la chiesa di Matris Domini di Bergamo.

## Storia

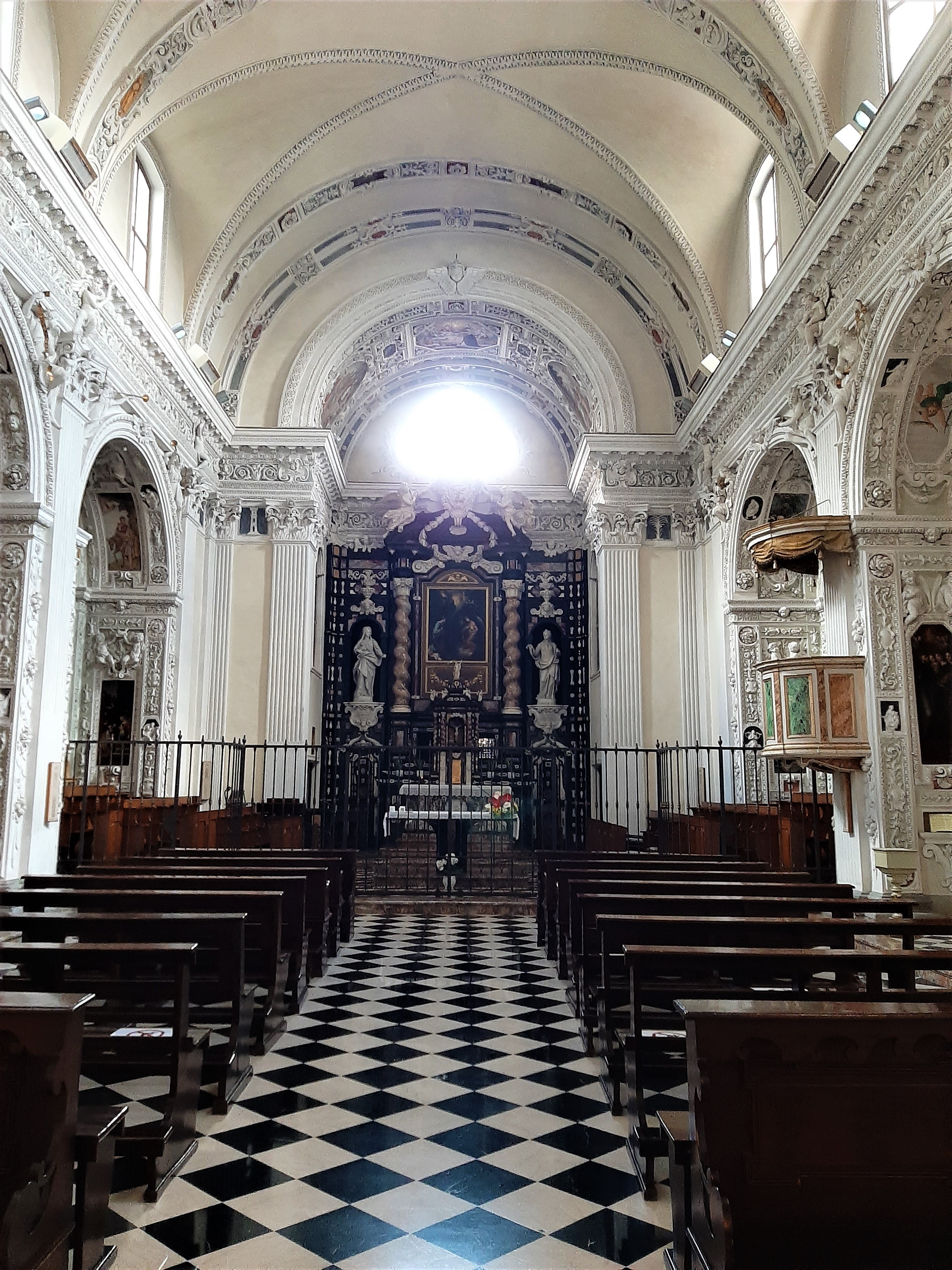
Aula e zona presbiteriale con affreschi della volta di Pietro Baschenis

La duecentesca chiesa del convento femminile dell'ordine dei predicatori, fu ricostruita nel XIV secolo e completamente restaurata con i nuovi decori nel XVII secolo. Gli antichi affreschi risalenti al Trecento e al Quattrocento sono conservati nella sala dedicata a museo. Pietro Baschenis fu incaricato di realizzare gli affreschi della volta a botte della zona presbiteriale, sicuramente dopo il 1624, data della visita pastorale del vescovo di Bergamo Federico Corner nella cui relazione risulta che la chiesa era ancora in ricostruzione non descrivendo gli affreschi. Cosa che era ancora nel 1627 come indicato in un documento conservato nell'archivio della chiesa, dove pare che mancasse pure la copertura del tetto su alcune parti dell'edificio.
(Archidio del monastero)
Serve comunque considerare che gli affreschi furono sicuramente eseguiti prima del 1630 anno in cui l'artista morì di peste probabilmente tra i primi giorni di luglio e i primi di ottobre.
I dipinti non furono attribuiti a Pietro ma a Cristoforo Baschenis il Giovane da molti storici dell'arte fu il Capuani a attribuirne le opere nel 1967, e al Pagnoni l'attribuzione di quelli sul coro posto sulla controfacciata. I restauri eseguiti nel XIX secolo ne avevano appesantito il colore tanto da rendere difficile l'identificazione, furono attribuiti anche al Cavagna: “sono resti completamente illeggibili dai restauri dell'Ottocento”. Ma la semplicità delle forme hanno confuso gli storici, i dipinti presentano la semplicità di forme e di colori tipici del Baschenis.
Conseguente all'incendio che ha interessato il locale della chiesa e il restauro con la pittura dell'Orelli, rischiano di compromettere la composizione originale dell'opera.

## Descrizione
La volta a botte del presbiterio e il coro delle claustrali, ospitano gli affreschi seicenteschi divisi in più raffigurazioni inserite in decorazioni in stucco realizzate da Gerolamo e Battista Porta, con i quali il Baschenis si era imparentato sposando Clara Porta, figlia di Lorenzo e sorella dei due stuccatori. I dipinti fanno sicuramente parte del ciclo pittorico che segue i lavori eseguiti per la Chiesa di Santa Grata in Columnellis.
Il ciclo di affreschi del presbiterio presenta nella parte centrale inserita in una quadratura ottagonale la Gloria di san Domenico dove il santo è raffigurato di spalle al cospetto della Trinità con le figure di Dio Padre, Gesù e centrale in una luce dorata la colomba dello Spirito Santo. Laterali le storie di Maria con la Visitazione alla cugina Elisabetta, la Presentazione al tempio inserite in ovali in stucco.
Gli affreschi del coro sono posti su tre pareti, le due laterali e quella centrale che guarda verso la navata. Il primo affresco presente sulla parte sinistra raffigura la Maria Maddalena penitente che guarda gli strumenti della passione di Cristo che le sono presentati da due angeli.; santa Agnese da Montepulciano che genuflessa accoglie il Bambino Gesù che la Vergine le porge; sulla parete centrale san Pietro martire che contempla il crocifisso santa Maria Maddalena de' Pazzi che contempla la gloria di san Luigi Gonzaga; san Tommaso d'Aquino con libro e penna contempla santa Caterina d'Alessandria; san Domenico mentre ha la visione della Madonna della Misericordia che accoglie sotto il suo manto le monache e i monaci dell'ordine domenicano e di Cristo; un ulteriore santo non identificato; a destra: san Giuseppe che accompagna Gesù Bambino mentre sopra di loro volano due angeli, santa Caterina da Siena che tiene il crocifisso; santi Gioacchino e Anna posti frontalmente con due gigli da dove spunta l'immagine della piccola Maria; santa Chiara d'Assisi che contempla san Francesco. In tutto questo si coglie l'umiltà della preghiera a cui si dedicavano le suore claustrali per raggiungere la gloria divina quale premio alla loro vita di mortificazione e preghiera.
I dipinti si presentano come una serie di opere devozionali, molto simili e ripetitive, senza che l'artista abbia saputo interpretare in maniera emozionale le raffigurazioni. Forse per conseguenza del grande impegno a cui fu posta l'artista nel riuscire a svolgere le diverse committenze che aveva ricevuto.